# Culver City
Culver City és una ciutat dels Estats Units a l'estat de Califòrnia. Segons el cens del 2000 tenia 38.816 habitants.

## Personatges
En aquesta petita ciutat  hi va néixer l'actriu i directora de cinema Helen Hunt. I hi van anar a viure els seus últims temps, i hi va morir, l'actriu del cinema mut Clara Bow (1905-1965) i el saxofonista i compositor de Jazz, Eddie "Lockjaw" Davis (1922-1986),

## Demografia
Segons el cens del 2000, Culver City tenia 38.816 habitants, 16.611 habitatges, i 9.518 famílies. La densitat de població era de 2.932,9 habitants/km².
Dels 16.611 habitatges en un 26,1% hi vivien nens de menys de 18 anys, en un 40,8% hi vivien parelles casades, en un 12,8% dones solteres, i en un 42,7% no eren unitats familiars. En el 34,5% dels habitatges hi vivien persones soles el 9,3% de les quals corresponia a persones de 65 anys o més que vivien soles. El nombre mitjà de persones vivint en cada habitatge era de 2,31 i el nombre mitjà de persones que vivien en cada família era de 3,02.
Per edats la població es repartia de la següent manera: un 20,9% tenia menys de 18 anys, un 6,6% entre 18 i 24, un 33,3% entre 25 i 44, un 25,3% de 45 a 60 i un 13,9% 65 anys o més.
L'edat mediana era de 39 anys. Per cada 100 dones de 18 o més anys hi havia 82,7 homes.
La renda mediana per habitatge era de 51.792 $ i la renda mediana per família de 61.451 $. Els homes tenien una renda mediana de 46.683 $ mentre que les dones 41.478 $. La renda per capita de la població era de 29.025 $. Entorn del 5,5% de les famílies i el 8,6% de la població estaven per davall del llindar de pobresa.

## Poblacions més properes
El següent diagrama mostra les poblacions més properes.